# ジャック・ロス
ジョン・キャンベル・ロス（John Campbell Ross、1899年3月11日　- 2009年6月3日）は、かつて存命中のオーストラリア最高齢で、オーストラリア国内の第一次世界大戦の軍人として最後の生き残りだった人物。1964年に引退するまで、ビクトリア鉄道で働いていた。

## 生誕
1899年3月11日にビクトリア州マリーボロで生まれる。1918年1月に入隊し、オーストラリア帝国軍の無線事業者を務めたが、国内を離れたりすることは無かった。後に第二次世界大戦では防衛隊の伍長として仕える。タバコを吸うことは人生で一回もなかったと言われる。

## 栄誉
1998年11月11日、第一次世界大戦の終結から80周年を記念し休戦メダルを授与された。また、連邦から100年間、オーストラリア国内の社会に貢献したことでセンテナリー・メダルを授与された。
2005年10月に当時106歳だったウィリアム・エヴァン・アランの死去により、第一次世界大戦に参加した最後のオーストラリア人となった。2007年6月12日にはフランク・スカラベロッティの死後、オーストラリア最高齢の男性になった。 2009年5月15日には当時112歳のE.ベアトリス・ライリーの死去により、オーストラリアで国内で最高齢となった。110歳の誕生日の日には、当時のオーストラリアの首相だったケビン・ラッドから記念の手紙を受け取った。
2009年6月3日午前4時ごろ、死去。110歳84日没。